# 人間魚雷 あゝ回天特別攻撃隊
『人間魚雷 あゝ回天特別攻撃隊』（にんげんぎょらい ああかいてんとくべつこうげきたい）は、1968年の日本映画。鶴田浩二：主演、監督：小沢茂弘。東映京都撮影所製作、東映配給。

## 概要
1967年製作の『あゝ同期の桜』の姉妹篇で、東映オールスターで描く「東映戦記映画三部作」の二作目。『あゝ同期の桜』が大日本帝国海軍の「航空特攻」である神風特攻隊を題材にしているのに対し、本作は同じ旧日本海軍による「水中特攻」の一つである人間魚雷回天を題材としている。1968年の東映正月映画（後半）として公開された。

## キャスト
- 大里史郎大尉：鶴田浩二

- 三島節哉少尉：松方弘樹
- 滝口航海長：千葉真一
- 吉岡圭治少尉：梅宮辰夫
- 江川：里見浩太郎
- 潮田克己少尉：伊丹十三
- 竹井二飛曹：山田太郎
- 潮田孝子：佐久間良子
- 堀内菊枝：藤純子
- 吉野イチ：小川知子
- 澄江：桜町弘子
- お朝：三益愛子
- 栗原中佐：大木実
- 菅沼副官：待田京介
- 荻野大尉：小池朝雄
- 赤石少佐：金子信雄
- 野中：山城新伍
- 磯崎大尉：藤岡重慶
- 望月少尉：中田博久
- 芦沢二飛曹：宮土尚治
- 名取少尉：嶋田景一郎
- 潮田道子：橘ますみ
- お藤：三島ゆり子
- 吉岡健一：江幡高志
- 百瀬中佐：徳大寺伸
- 悦子：荒木道子
- 三好中佐：天津敏
- 徳永兵曹：遠藤辰雄
- 麻生技術大佐：山岡徹也
- 下河原大尉：唐沢民賢
- 綿引少尉：有川正治
- 井関中尉：五十嵐義弘
- 小宮中尉：脇中昭夫
- 杉森一飛曹：水上保広
- 須坂少尉：志賀勝
- 菱沼：川谷拓三
- 阿部：加藤匡志
- 神戸：山下義明
- 坂本：波多野博
- 足達：大矢正利
- 笹岡：寺内文夫
- 広沢：野口泉
- 露木一水：大城泰
- シゲ：金森あさの
- 譲吉：村居京之輔
- 雪子：北口千春
- 守：飯塚真英
- 浪江：東竜子
- 呉服屋の主人：蓑和田良太
- 島田軍令部総長：柳永二郎
- 三島専三：志村喬
- 呉服屋の主人：藤山寛美
- 第六艦隊司令長官：近衛十四郎
- 片山少佐：池部良
- 椿龍之介
- 結城哲也
- 大月正太郎
- 森源太郎
- 笹木俊志
- 木谷邦臣
- 藤沢徹夫
- 高谷舜二
- 前川良三
- 小峰一男
- 奥野保
- 高並功
- 宮城幸生
- 香月凉二
- 畑中伶一
- 那須伸太朗
- 小田真士
- 矢奈木邦二郎

- ナレーター：芥川隆行

## スタッフ
- 企画：岡田茂、俊藤浩滋、日下部五朗
- 製作：大川博
- 監督：小沢茂弘
- 脚本：棚田吾郎
- 原作：毎日新聞社編・刊『人間魚雷 回天特別攻撃隊員の手記』より
- 撮影：吉田貞次
- 照明：増田悦章
- 録音：中山茂二
- 美術：鈴木孝俊
- 音楽：木下忠司
- 編集：堀池幸三
- 助監督：原田隆司
- 記録：堀越恵江
- 装置：稲田源兵衛
- 装飾：松原邦四郎
- 美粧：佐々木義一
- 結髪：白鳥里子
- 衣裳：森護
- 企画助手：佐藤雅夫
- 進行主任：杉本直幸

## 製作

### 演出
監督の小沢茂弘はかつての学徒兵だけに「私は戦場で友人たちの死を目の当たりに見た。彼らの純粋な至情をホットな目で見、クールに描きたい。従ってこのドラマの中には反戦思想の人物は登場しない」などと息巻いた。

### 脚本
原作は1966年に出版されて大きな反響を呼んだ『人間魚雷回天特別攻撃隊員の手記』で、棚田吾郎が脚色した。

### キャスティング
主演は戦争ドラマに異常な執念を燃やす鶴田浩二。「お国のために潔く死んでいった青年たちの純真な気持ちを考えると撮影中も涙がこぼれて仕方がありませんでした」「私も太平洋戦争末期には、空と海の違いこそあれ、その極限に於いて死を覚悟していた一人です。映画を是非、靖国神社で奉納試写したい」などと話した。鶴田他、当時の東映オールスターが総出演した。高倉健もキャスティングされていたが、ギャラアップの要求が東映に通らず、1964年から1967年秋まで東映とは無契約のままで、鶴田浩二の契約条件年間6本の出演で2000万円（＋6本以上はギャラ＋アルファ）を越える1本500万円を要求。このギャラ闘争がこじれたまま棚上げされており、1967年秋になって東映が折れ、1本450万円で契約が成立したとされるが、ヤクザ映画ばかりやらされることへ不満を表明していたのにまたヤクザ映画を企画されたことに腹を立て、鶴田や松方弘樹のお付き合いのようなオファーに本作出演を土壇場でキャンセルした。既に高倉の名前を刷り込んだポスターも製作中で損害が出た。

### 美術・回天の製作
製作当時の文献には回天は現物が全く残っていないと書かれており、東映京都撮影所で20人による東映美術班が編成され一ヶ月で全長15メートル、直径1メートルの木製と鉄製の回天8つの模型を300万円かけて製作。一つを広島県江田島に搬送し撮影に使用した。ミニチュアは使用していない。撮影終了後に鉄製の回天を靖国神社を始め、引き取りたいという希望が殺到し、江田島の海上自衛隊第1術科学校に寄贈されたとされる。

### ロケ
撮影は東映京都撮影所の他、戦時中の魚雷基地だった山口県大津島をはじめ、広島県江田島（1967年11月3日から）、呉市、京都府京都市、舞鶴市でロケを敢行。潜水艦にカメラを持ち込んでの水中撮影の他、滋賀県琵琶湖に重量4トンの魚雷を沈めての撮影が行われた。江田島、呉ロケでは海上自衛隊の協力で本物の潜水艦四隻が撮影に協力した。江田島ロケ中、鶴田が海に落ち、寒い時期であわやの場面があった。

### 製作費
1億円超、2億円。当時は二次使用、三次使用はほとんどないため、2億円なら赤字である。

## 作品の評価
- 週刊明星は「『あゝ同期の桜』よりずっといいです。これなら戦中派が見ても納得できるしかなり泣かされました。出来の良い映画が当たるのは大変結構なことです。傍観者じゃなく、死ぬのはイヤだが仕様がないという気持ちはあの通りだったんだから表立って反戦を打ち出した映画より、よほど戦争は悲しいものだというところがよく描かれています。前半で回天を作るまでの担当者の苦しみを描き、後半でその魂を受け継いだ男の話になる構成も戦争映画としては珍しくよく出来ていると思います。民間人との交流も淡々としていいし、潜水艦だから本物を使えて特撮部分が少なくて済む有利さもある。鶴田浩二もいいし、脇の藤岡重慶や歌手の山田太郎、松方弘樹もいいし、梅宮辰夫も割合よくやっています」などと評している[16]。

## 影響
1972年に『仁義なき戦い』のシナハンで、本作のプロデューサー・日下部五朗が、笠原和夫と一緒に広島県呉市の街を丹念に歩き、襲撃の現場などを取材した。美能幸三に会って話を聞きたかったが、当時はまだ広島抗争は燻っていて、美能の当時の立場が分からず、暴力団事務所や警察にも訊きにくかった。途方に暮れていると本作の江田島ロケで、日下部が呉のスナック蘭で飲んだことを思い出し、藁をも掴む思いでママに美能の話をしたら、ママが「美能さんはウチの常連だからよう知っとるわ。あたしにまかしんさい」とアッサリ連絡が付き、美能に直接取材することができ、笠原は美能から聞いたリアルなエピソードを脚本に活した。

## 逸話
- 森田健作は高校を卒業した1968年に東京を離れ、福島県相馬市の親戚の家に身を寄せ大学受験を目指していた[20]。同年夏に相馬の映画館で本作を鑑賞。言葉を失うぐらい感動ししばらく席を立てないほどだった。その瞬間「自衛隊に入隊したい」と思った森田は無意識に相馬市役所に向かった。市役所の受付で自衛隊の入隊方法を聞き、2、3日後に自衛隊の担当官から連絡が入り会った。映画の内容を交えながら「自衛隊は愛国心に燃えた規律あるところでしょうか？」と聞いたら担当官が「そんな堅いところではない」などと答え、森田はショックを受けた。話しているうち一気に気持ちが冷めた。自衛隊を諦めた森田は翌年、松竹のオーディションを受け俳優になることを決意した。もしあの時に担当官が「君のような情熱のある若者を自衛隊は求めている」と言ってくれたら、入隊を決意していたと思うと話している[20]。

## 同時上映
『喜劇初詣列車』
- 主演：渥美清 / 監督：瀬川昌治 / 脚本：舟橋和郎
- 『喜劇列車』シリーズ第3作。